# Halosalda
Halosalda är ett släkte av insekter. Halosalda ingår i familjen strandskinnbaggar.
Släktet innehåller bara arten Halosalda lateralis.

## Bildgalleri

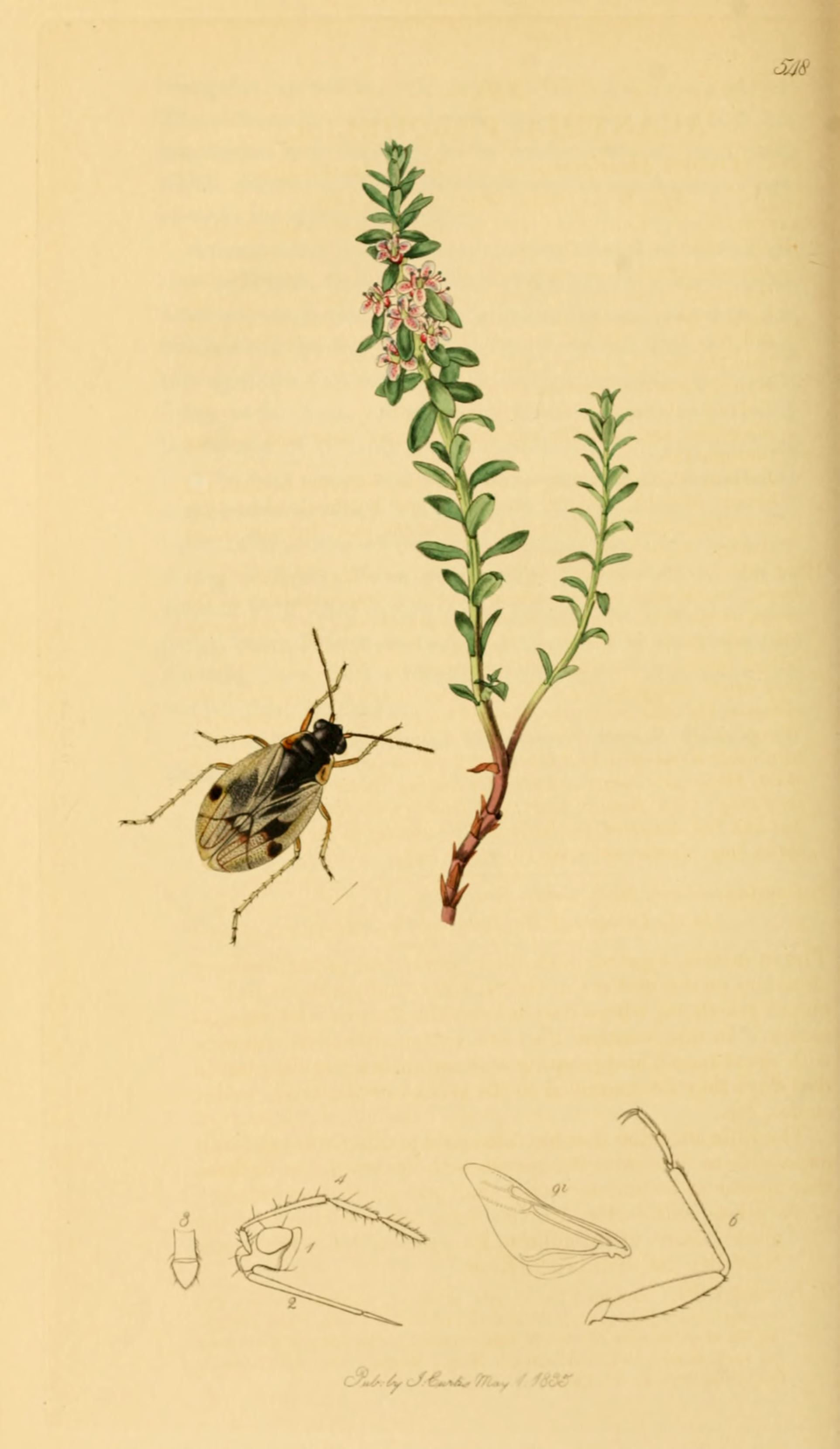